# Australian Light Horse

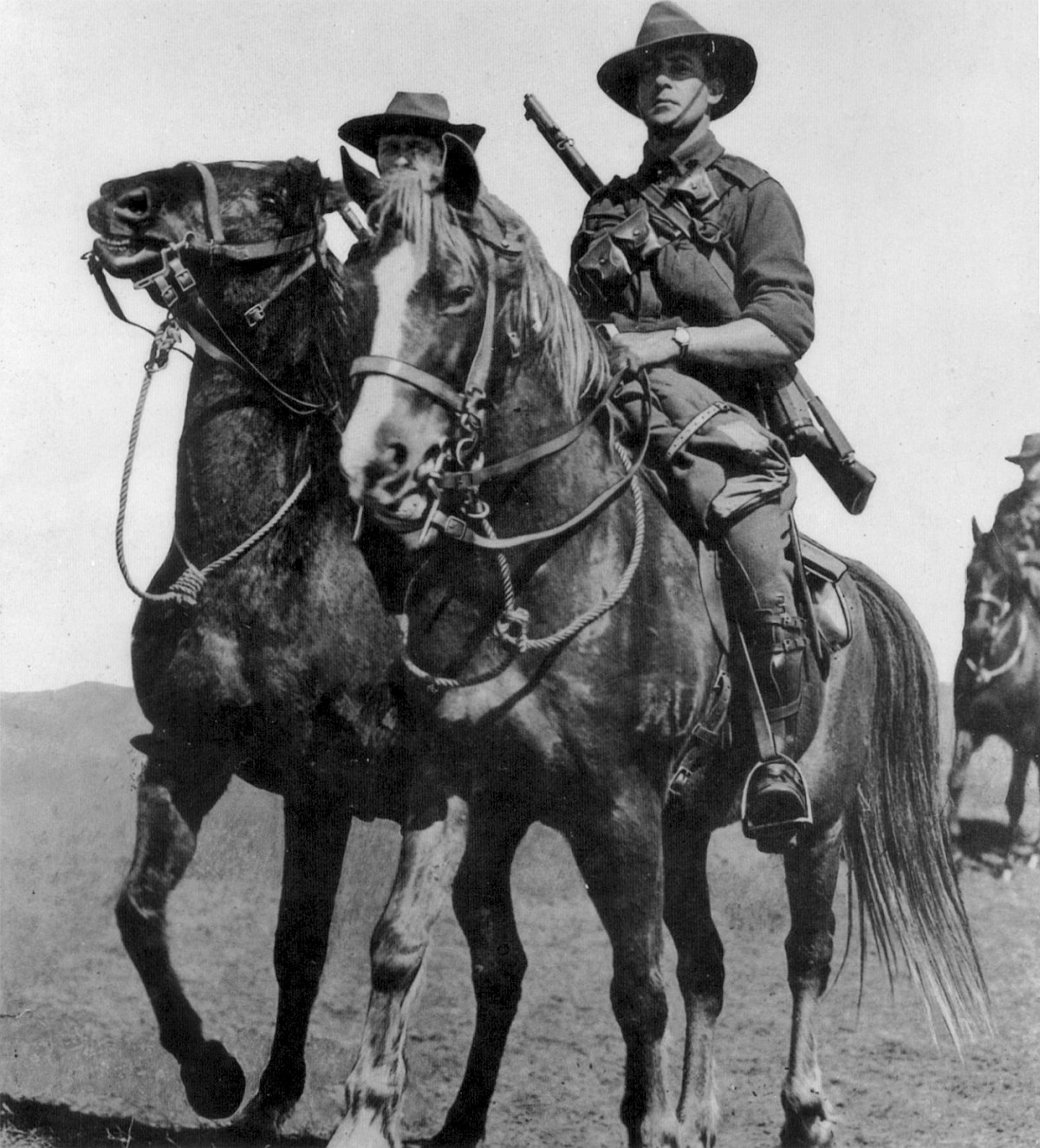
Due Australian light horsemen (1914).

L'Australian Light Horse o cavalleria leggera australiana era una specialità montata con caratteristiche sia della cavalleria leggera che della fanteria montata. Essa servì nella seconda guerra boera e nella prima guerra mondiale. Nel periodo interbellico alcuni reggimenti vennero trasferiti alla forze di riserva. Queste unità vennero gradualmente meccanizzate prima e durante la seconda guerra mondiale, anche se solo poche unità entrarono in servizio operativo durante il conflitto. Alcune unità di Australian light horse sono ancora esistenti, come il 2nd/14th Light Horse Regiment (Queensland Mounted Infantry), ora unità blindata.

## Origini
L'istituzione della specialità fu il frutto di un dibattito dottrinale interno ai circoli militari australiani della fine del XIX secolo concernete il futuro delle truppe montate. L'esperienza della guerra franco-prussiana aveva dimostrato che il campo di battaglia era ormai dominato dalle masse appiedate supportate dall'artiglieria. La realtà australiana tuttavia era oggettivamente diversa da quella europea, caratterizzata da vastissimi spazi con popolazione dispersa. Inoltre, con la siccità e la depressione economica degli anni novanta dell'Ottocento, il governo non poteva permettersi che il più ridotto degli eserciti, supportato da grandi contingenti di volontari.
La seconda guerra boera fornì la risposta a breve termine. Mentre le forze australiane combattevano contro i Boeri in Sudafrica, appresero da questi la condotta di guerra che meglio si adattava alla difesa dell'Australia. Vennero quindi istituiti, su tutto il territorio, reggimenti di cavalleria leggera volontaria, supportati dai locali circoli di tiro a segno, che garantivano rinforzi semi-addestrati per le varie unità. Queste formazioni erano chiamate a difendere il territorio nazionale: i comandanti locali erano incaricati di resistere ad un'eventuale invasione attraverso l'uso di formazioni di commando, che avrebbero scatenato una guerra di guerriglia su vasta scala. La prospettiva di una infinita e logorante guerriglia era il fattore deterrente chiave, che però richiedeva truppe ad elevata mobilità. La fanteria montata rimase il principale sistema difensivo australiano fino a quando il rapporto Kitchener del 1910 inserì queste truppe tra le unità assegnabili ad un corpo di spedizione imperiale. Il rapporto prevedeva la formazione di due divisioni montate. Allo scoppio della prima guerra mondiale, vi erano 23 reggimenti Light Horse nella componente part-time delle forze armate australiane, con 9.000 uomini.

## Prima guerra mondiale

### Formazione ed organizzazione

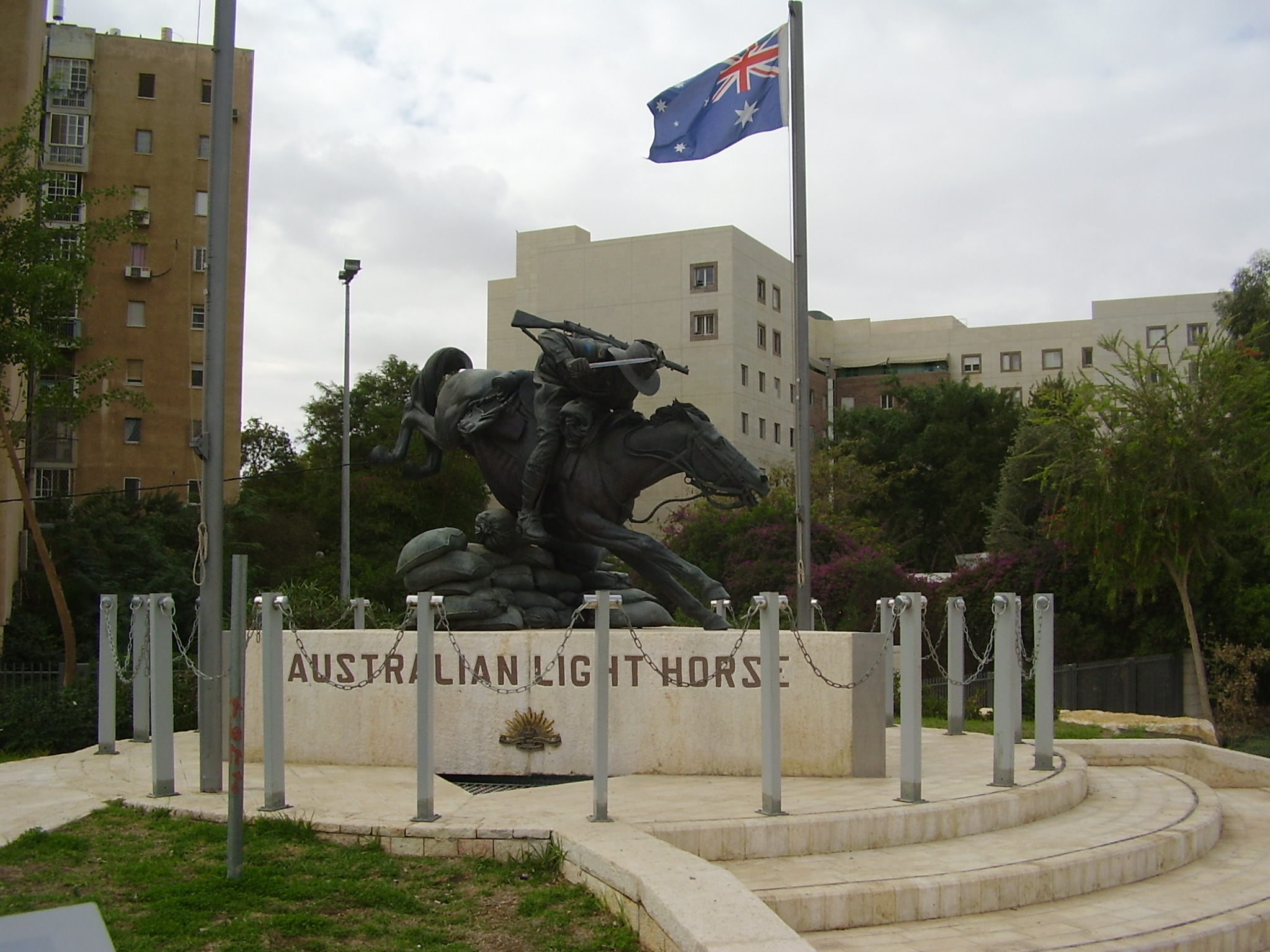
Monumento allAustralian Light Horse a Be'er Sheva.

La Light Horse era un corpo di fanteria montata, che combatteva solitamente appiedata, usando i cavalli solo come mezzo di trasporto verso il campo di battaglia e per un rapido sganciamento. Una famosa eccezione a questa regola fu la carica del 4th e 12th Light Horse Regiment durante la battaglia di Beersheba il 31 ottobre 1917. Nel 1918, alcuni reggimenti vennero dotati di sciabole, consentendo così loro di combattere anche come cavalleria convenzionale durante l'avanzata verso Damasco. Tuttavia, diversamente dalla fanteria montata propriamente detta, fin dalle origini era previsto per questa specialità l'impiego in alcuni dei compiti della fanteria, ovvero l'esplorazione e la ricerca.

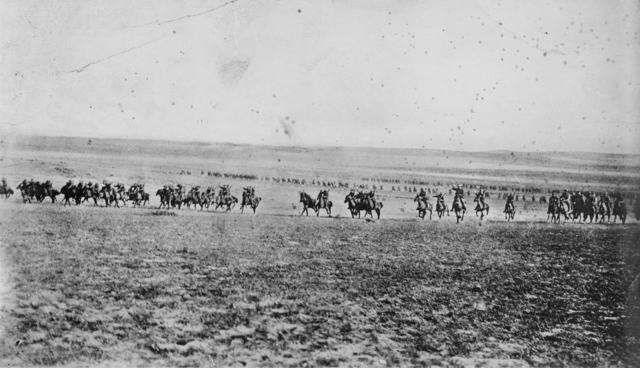
Soldati della 4th Light Horse Brigade durante la battaglia di Beersheba, 1917.

La Light Horse era organizzata in effetti più come un'unità di cavalleria che come fanteria. Un reggimento Light Horse, anche se tecnicamente equivalente ad un battaglione di fanteria a livello di comando, aveva un organico di soli 25 ufficiali e 400 uomini, mentre un battaglione di fanteria schierava circa 1.000 uomini. Circa un quarto della forza nominale (un soldato per ogni sezione di 4 uomini) erano assegnati alla cura dei cavalli della propria sezione quando l'unità entrava in combattimento. Il reggimento era diviso in tre squadroni nominali, in realtà per consistenza più piccoli di plotoni. Queste unità erano divise in sezioni di circa 10 Light Horsemen. Quando smontavano per combattere, un soldato prendeva le redini dei cavalli di altri tre soldati e li portava fuori dalla portata della linea di fuoco, dove rimaneva fino alla fine dei combattimenti.
Inizialmente ogni reggimento aveva una sezione di due mitragliatrici Maxim ma durante la campagna di Gallipoli, nella quale i Light Horsemen operarono smontati, la dotazione venne aumentata a quattro mitragliatrici. Nel 1916, la sezione venne potenziata in squadrone, con una dotazione di 12 mitragliatrici Vickers, poi sostituite da altrettante Lewis. In aprile 1917 anche queste vennero sostituite con le francesi Hotchkiss Mle 1909; queste in realtà furono consegnate in numeri tali da consentire di assegnarne una per ogni sezione, aumentando considerevolmente la potenza di fuoco mobile del reggimento.
La montatura standard per i Light Horsemen era il cavallo australiano razza Waler, le cui caratteristiche di forza e resistenza erano indispensabili negli ambienti desertici mediorientali. L'acclimatazione degli animali fu favorita dal loro deposito in Egitto mentre i soldati combattevano appiedati a Gallipoli.

### Campagna di Gallipoli, del Sinai e di Palestina
All'inizio della prima guerra mondiale, l'Australia si era impegnata a fornire una forza di spedizione di 20.000 volontari, conosciuta come Australian Imperial Force, consistente in una divisione di fanteria ed una brigata Light Horse. Con il crescente coinvolgimento australiano nel conflitto, la consistenza del contingente di cavalleria leggera venne aumentata, con una seconda ed una terza brigata Light Horse costituite rispettivamente alla fine del 1914 ed all'inizio del 1915. Infine, gli Australian Light Horse Regiments vennero organizzati in cinque brigate:
- 1st Light Horse Brigade su 1st, 2nd, 3rd Light Horse Regiments.
- 2nd Light Horse Brigade su 5th, 6th, 7th Light Horse Regiments.
- 3rd Light Horse Brigade su 8th, 9th, 10th Light Horse Regiments.
- 4th Light Horse Brigade su 4th, 11th, 12th Light Horse Regiments.
- 5th Light Horse Brigade su 14th e 15th Light Horse Regiments, il francese 1er Regiment Mixte de Cavalerie du Levant ed il 2nd Machine Gun Squadron neozelandese.

Il battesimo del fuoco delle unità di cavalleria leggera australiana durante la guerra avvenne nella campagna di Gallipoli, dove le sezioni delle 1st, 2nd e 3rd Light Horse Brigades vennero spedite smontate in rinforzo alla fanteria. Durante la campagna vennero impiegate principalmente in funzione difensiva, che non risparmiò i reparti da diverse sanguinose battaglie, come la battaglia di Nek. Dopo l'evacuazione della penisola di Gallipoli in dicembre 1915, i reggimenti Light Horse ivi schierati vennero riorganizzati in Egitto e nel marzo 1916 le 1st, 2nd e 3rd Light Horse Brigades australiane e la New Zealand Mounted Rifles Brigade vennero poste sotto il comando dell'ANZAC Mounted Division.

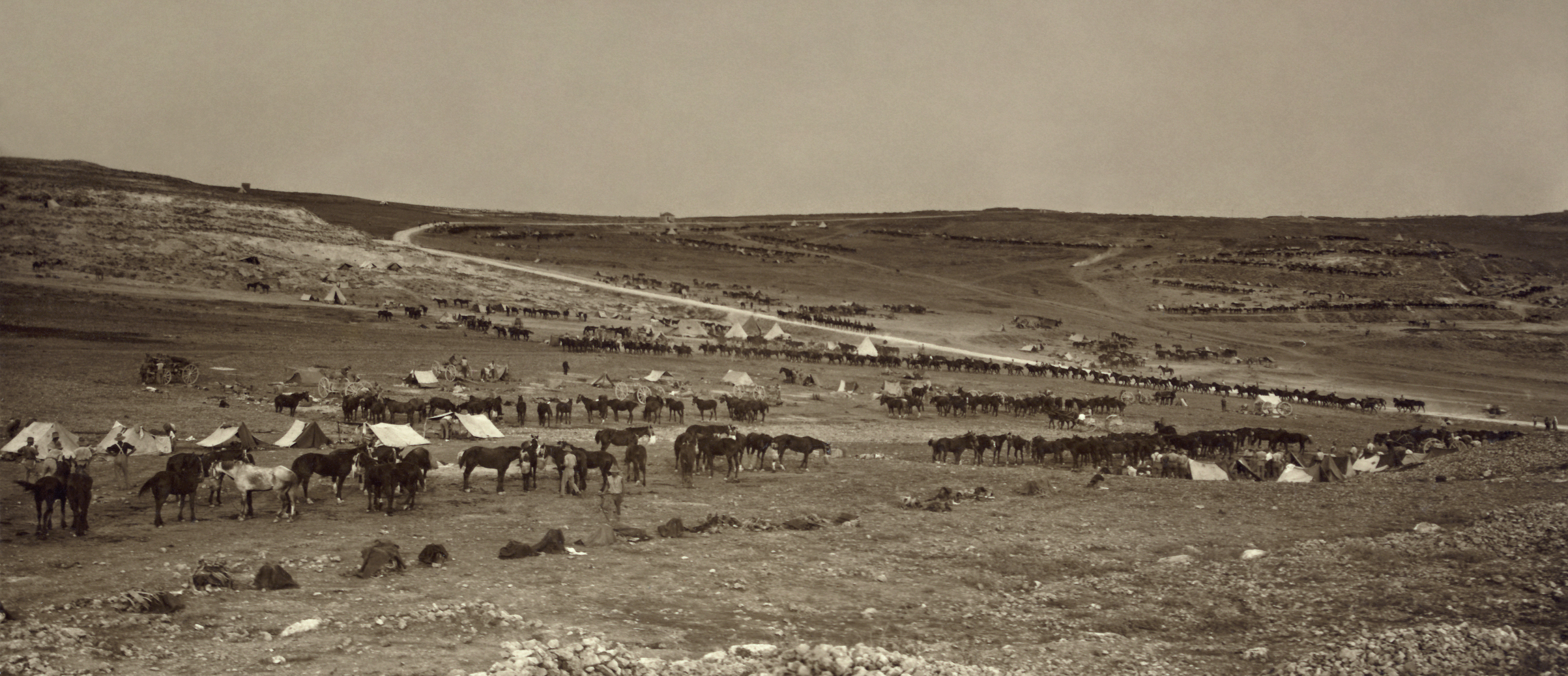
Accampamento di Australian Light Horse sul Monte degli Ulivi ed il Monte Scopus, nei pressi di Gerusalemme, 1918.

Elementi delle brigate Light Horse presero parte alla campagna contro i Senussi nella regione desertica occidentele dell'Egitto, dove le operazioni iniziarono alla fine del 1915 e si protrassero fino al 1917. Si trattò nella maggior parte di azioni limitate, offuscate dei combattimenti che coinvolsero i Light Horse contro le forze ottomane durante la campagna del Sinai e della Palestina tra il 1916 ed il 1918.
Nel febbraio 1917 venne ordinata una riorganizzazione delle truppe montate, in seguito alla quale la ANZAC Mounted Division schierava la 1st and 2nd Light Horse Brigades, la New Zealand Mounted Rifles Brigade e la 22nd Mounted Brigade britannica. Nel frattempo venne formata la Imperial Mounted Division sulle 3rd e 4th Light Horse Brigades e sulle 5th e 6th Mounted Brigades della Yeomanry britannica. La Imperial Mounted Division venne presto trasformata in Australian Mounted Division su richiesta del governo di Canberra. L'arrivo di altri reparti della Yeomanry da Salonicco consentì, nel giugno 1917, la formazione della Yeomanry Mounted Division su 6th, 8th e 22nd Yeomanry Brigades. Le tre divisioni montate (ANZAC, Australian e Yeomanry) e l'Imperial Camel Brigade formavano il Desert Mounted Corps, sotto il comando del Lieutenant General Harry Chauvel. Con l'invio in Francia di quasi tutta la Yeomanry e lo scioglimento dell'Imperial Camel Corps, la 5th Light Horse Brigade, di nuova formazione, prese il loro posto nell'Australian Mounted Division. Due divisioni di cavalleria indiane sostituirono le divisioni della Yeomanry nel Desert Mounted Corps.

#### Condizioni dei cavalli nella campagna del Sinai
Nel 1916, i cavalli e muli sul fronte del Sinai non disponibili per malattia era di 640 cavalli per settimana. Gli animali erano trasportati su treni merci e su autocarri, ognuno con una capacità di 8 animali. Quelli che morivano in servizio attivo venivano sepolti a 2 miglia dal campo; se questo non era possibile le carcasse venivano trasportate dalle truppe in un luogo adatto e qui sventrate e lasciate a deteriorarsi alle alte temperature ed all'aria secca del deserto. Gli animali che morivano presso le unità veterinarie di Kantara, Ismalia, Bilbeis e Quesna venivano anch'essi eviscerati e fatti essiccare al sole per quattro giorni, poi le carcasse venivano imbottite di paglia e bruciate, tranne le pelli che venivano vendute ai commercianti locali.

### Fronte occidentale
Il 13th Light Horse Regiment ed uno squadrone del 4th operarono in Europa sul fronte occidentale, prima come squadroni di cavalleria divisionali delle 2nd, 4th e 5th Division, poi come I ANZAC Corps Mounted Regiment. Il 4th Regiment fornì lo squadrone divisionale di cavalleria alla 1st Division ed il 14th Light Horse Regiment lo fornì alla 3rd Division. Lo squadrone del 4th Regiment e le truppe montate neozelandesi formarono il II ANZAC Corps Mounted Regiment. Dopo la formazione, nel dicembre 1917, dell'Australian Corps, il I ANZAC Corps Mounted Regiment venne riconvertito in 13th Light Horse Regiment.

## Primo dopoguerra

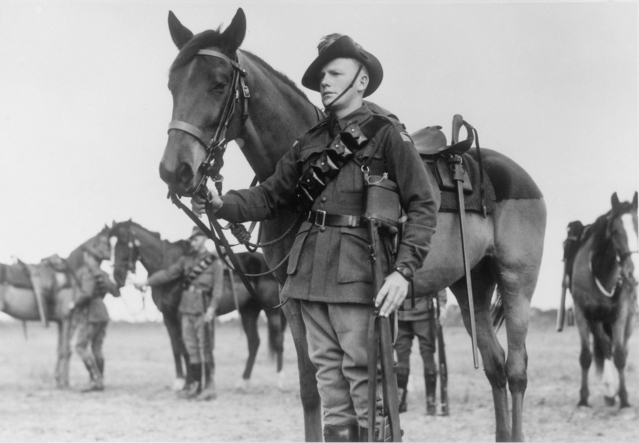
Il vincitore della competizione sportiva annuale del 10th Light Horse Regiment, 1943.

Dopo la guerra, i reggimenti Light Horse vennero distribuiti nel seguente ordine di battaglia:
- 1st Cavalry Brigade (Toowoomba, Queensland): 2nd, 5th, 11th, 14th Light Horse Regiments
- 2nd Cavalry Brigade (Maitland, Nuovo Galles del Sud): 12th, 15th, 16th Light Horse Regiments
- 3rd Cavalry Brigade (Melbourne): 8th, 13th, 20th Light Horse Regiments
- 4th Cavalry Brigade (Paddington, New South Wales): 1st, 6th, 7th, 21st Light Horse Regiments
- 5th Cavalry Brigade (Melbourne) (sciolta nel 1936): 4th, 17th, 19th Light Horse Regiments
- 6th Cavalry Brigade (Adelaide): 3rd, 9th, 18th, 23rd Light Horse Regiments

Queste brigate di cavallerie erano organizzate in due divisioni di cavalleria, la 1st e la 2nd.
Allo scoppio della seconda guerra mondiale, erano operativi 25 reggimenti Light Horse. Di questi, 17 erano ancora montati su cavallo e solo parzialmente motorizzati, mentre quattro erano stati convertiti in reggimenti mitraglieri e due in reggimenti autoblindo. Durante la guerra, le unità vennero progressivamente trasformati in reggimenti di fanteria motorizzata, di autoblindo e di fanteria meccanizzata, servendo principalmente per la difesa del territorio nazionale. Passata la minaccia di un'invasione giapponese, molti dei reggimenti vennero sciolti e il personale ridistribuito tra le altre unità. Nel 1945 solo due reggimenti erano ancora in vita: il primo era il 20th Light Horse Regiment, che servì oltremare come 20th Motor Regiment a Merauke (Indonesia) e fu poi convertito in reggimento pionieri; il secondo era il 1st Light Horse Regiment che, diventato 1st Tank Battalion, combatté in Nuova Guinea e nel Borneo.

## Eredità culturale
- Alcune unità di Australian Light Horse sono ancora esistenti, generalmente come unità di cavalleria del Royal Australian Armoured Corps. La più importante di queste unità è il 2nd/14th Light Horse Regiment (Queensland Mounted Infantry), ora reparto blindato leggero equipaggiato con l'ASLAV, versione australiana del LAV-25[senza fonte].
- Un "Monumento all'Australian Light Horse"[24] è stato inaugurato a Tamworth dal Major General W.B. Digger James AC MBE MC il 19 ottobre 2005.
- All'Australian Light Horse è intitolata l'intersezione tra le autostrade M4 e M7 a Eastern Creek, Western Sydney[25].
- Il 28 aprile 2008, il Major General Michael Jeffery ed il presidente israeliano Shimon Peres hanno inaugurato un monumento dedicato alla Light Horse a Be'er Sheva (Israele), realizzato dallo scultore australiano Peter Corlett su iniziativa della Fondazione Pratt di Melbourne e del consiglio cittadino di Be'er Sheva.

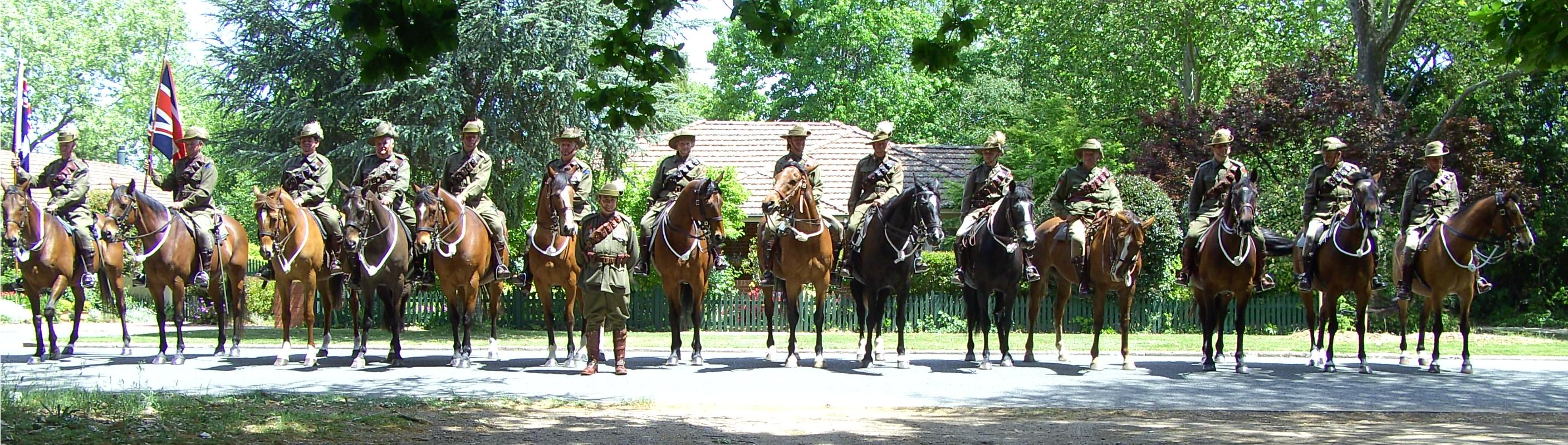
Parata del 95º anniversario del 2012.

- L'11 novembre 1966 Arthur Fadden, Primo ministro dell'Australia nel 1941, inaugurò una statua di Sir Thomas William Glasgow, creata dalla scultrice Daphne Mayo di Brisbane; Sir Glasgow è raffigurato nell'uniforme da ufficiale dell'Australian Light Horse.
- La commemorazione della battaglia di Beersheba si tiene tradizionalmente presso il Mounted Memorial di Canberra ogni anno il 31 ottobre, con raduni maggiori quinquennali.

## Nella cultura di massa

### Letteratura
- The Wells of Beersheba (1933) di Frank Dalby Davison.
- The Desert Column (1932) di Ion L. Idriess, l'unico resoconto pubblicato da un reduce di truppa e non da un ufficiale.

### Film
Diversi film riproducono la carica di Beersheba del 1917:
- "Quarantamila cavalieri" (1940)[26].
- "The Lighthorsemen. Attacco nel deserto" (1987)[27].
- "Le avventure del giovane Indiana Jones: Daredevils of the Desert"[28]